# Észt labdarúgókupa
Az észt labdarúgókupa, észtül Eesti karikas egy évenként megrendezett, kieséses labdarúgókupa-sorozat. A kupát 1938 óta rendezik meg Észtországban.

## Az eddigi győztesek
| Szezon  | Győztes         | Ezüstérmes       | Eredmény        | Eredmény        |
| ------- | --------------- | ---------------- | --------------- | --------------- |
| 2010–11 | Flora           | Narva Trans      | 2–0             | 2–0             |
| 2009–10 | Levadia Tallinn | Flora            | 3–0             | 3–0             |
| 2008–09 | Flora           | Nõmme Kalju      | 0–0 (4–3 [tiz.) | 0–0 (4–3 [tiz.) |
| 2007–08 | Flora           | Tammeka Tartu    | 3–1             | 3–1             |
| 2006–07 | Levadia Tallinn | Narva Trans      | 3–0             | 3–0             |
| 2005–06 | TVMK            | Flora            | 1–0             | 1–0             |
| 2004–05 | Levadia Tallinn | TVMK             | 1–0             | 1–0             |
| 2003–04 | Levadia Tallinn | TVMK             | 3–0             | 3–0             |
| 2002–03 | TVMK            | Flora            | 2–2 (4–1 [tiz.) | 2–2 (4–1 [tiz.) |
| 2001–02 | Levadia Tallinn | Levadia Maardu   | 2–0             | 2–0             |
| 2000–01 | Narva Trans     | Flora            | 1–0 (h.u.)      | 1–0 (h.u.)      |
| 1999–00 | Levadia Maardu  | Viljandi Tulevik | 2–0             | 2–0             |
| 1998–99 | Levadia Maardu  | Viljandi Tulevik | 3–2             | 3–2             |
| 1997–98 | Flora           | Lantana          | 3–2             | 3–2             |
| 1996–97 | Sadam           | Lantana          | 3–2             | 3–2             |
| 1995–96 | Sadam           | EP Jõhvi         | 2–0             | 2–0             |
| 1994–95 | Flora           | Lantana/Marlekor | 2–0             | 2–0             |
| 1993–94 | Norma           | Narva Trans      | 4–1             | 4–1             |
| 1992–93 | Nikol           | Norma            | 0–0 (4–2 tiz.)  | 0–0 (4–2 tiz.)  |
| 1939    | TJK             | Kalev Tallinn    | 4–1             | 4–1             |
| 1938    | Sport Tallinn   | TJK              | 1–1 (h.u.)      | 2–1 (h.u.)      |

* Levadia Maarduként 

** Levadia Tallinnként

### Nem hivatalos döntők
| Szezon | Győztes       | Ezüstérmes    | Eredmény |
| ------ | ------------- | ------------- | -------- |
| 1943   | PSR Tartu     | Kalev Tallinn | 1–0      |
| 1942   | Sport Tallinn | Kalev Pärnu   | 3–0      |
| 1940   | TJK           | Esta Tallinn  | 4–1      |

## Legsikeresebb csapatok
| Győzelme | Klub       | Győztes évek                                         |
| -------- | ---------- | ---------------------------------------------------- |
| 6        | Levadia    | 1998–99, 1999–00, 2003–04, 2004–05, 2006–07, 2009–10 |
| 5        | Flora      | 1994–95, 1997–98, 2007–08, 2008–09, 2010–11          |
| 2        | Sadam      | 1995–96, 1996–97                                     |
| 2        | TVMK       | 2002–03, 2005–06                                     |
| 1        | Sport      | 1938                                                 |
| 1        | TJK        | 1939                                                 |
| 1        | Nikol      | 1992–93                                              |
| 1        | Norma      | 1993–94                                              |
| 1        | Trans      | 2000–01                                              |
| 1        | Levadia II | 2001–02                                              |